# Sattel-Knoten-Bifurkation

Bifurkationsdiagramm einer Sattel-Knoten-Bifurkation. Stabile Fixpunkte sind rot, instabile blau dargestellt.

Die Sattel-Knoten-Bifurkation (englisch saddle-node bifurcation), Falten-Bifurkation (engl. fold bifurcation), Tangenten-Bifurkation (engl. tangent bifurcation), limit point oder turning point ist ein bestimmter Typ einer Bifurkation eines nichtlinearen dynamischen Systems.
Die Normalform der Sattel-Knoten-Bifurkation lautet
{\displaystyle {\dot {x}}=\mu -x^{2},}
wobei {\displaystyle \mu } der Bifurkationsparameter ist.
Diese Normalform hat für {\displaystyle \mu \geq 0} Fixpunkte:
{\displaystyle {x_{1/2}}^{*}=\pm {\sqrt {\mu }}.}
Das bedeutet, es existiert für {\displaystyle \mu <0} kein Fixpunkt, für {\displaystyle \mu =0} genau ein Fixpunkt und sonst zwei. Der erste Fixpunkt ist stabil (Knoten), der zweite instabil (Sattel). Am Bifurkationspunkt {\displaystyle \mu =0} kollidieren Sattel und Knoten. Betrachtet man ein System mit höherer Ordnung in {\displaystyle x}
{\displaystyle {\dot {x}}=\mu -x^{2}+O(x^{3}),}
so beeinflussen diese Terme in einer genügend kleinen Umgebung um den Sattel-Knoten-Punkt {\displaystyle \mu =0} das Verhalten des Systems nicht. Das heißt, das System ist lokal topologisch äquivalent am Ursprung zur Normalform.
Allgemein ist die Bifurkation dadurch charakterisiert, dass ein Eigenwert der Jacobimatrix {\displaystyle D_{x}f(x,\mu )} des dynamischen Systems {\displaystyle {\dot {x}}=f(x,\mu )} bei einem kritischen Wert des Bifurkationsparameters Null wird.